# Grands électeurs français
Cet article court présente un sujet plus développé dans : Élections sénatoriales françaises.
En France, les grands électeurs sont les élus départementaux et municipaux du peuple français chargés de désigner les membres des chambres hautes du Parlement : 
- les sénateurs (1876-1944), membres du Sénat sous la Troisième République ;
- les conseillers de la République et sénateurs (1946-1958), membres du Conseil de la République sous la Quatrième République ;
- les sénateurs (à partir de 1958), membres du Sénat sous la Cinquième République.

## Scrutins indirects historiques

### Troisième République
Sous la IIIe République, le président de la République est élu par l’Assemblée nationale (réunion de la Chambre des députés et du Sénat) dans l’hémicycle du château de Versailles.

### Quatrième République
Sous la IVe République, le président de la République est élu par la réunion de l’Assemblée nationale et du Conseil de la République dans l’hémicycle du château de Versailles.

### Cinquième République
La première élection présidentielle de la Ve République se fait avec un collège de 80 000 grands électeurs. Après le référendum sur l'élection au suffrage universel du président de la République en 1962, le président de la République est élu au suffrage universel direct.

## Élections sénatoriales dans les départements
Les sénateurs sont élus dans chaque département par un collège électoral composé :
1. des députés et des sénateurs ;
2. des conseillers régionaux de la section départementale correspondant au département, selon les cas conseillers de l'Assemblée de Corse, conseillers à l'Assemblée de Guyane, conseillers à l'Assemblée de Martinique[1] ;
3. des conseillers départementaux ;
4. des délégués des conseils municipaux ou des suppléants de ces délégués[2], représentant 95 % du collège électoral[3].
  - Les conseils municipaux élisent parmi leurs membres dans les communes de moins de 9 000 habitants :
    - 1 délégué pour les conseils municipaux de 7 et 11 membres ;
    - 3 délégués pour les conseils municipaux de 15 membres ;
    - 5 délégués pour les conseils municipaux de 19 membres ;
    - 7 délégués pour les conseils municipaux de 23 membres ;
    - 15 délégués pour les conseils municipaux de 27 et 29 membres[4].

  - Dans les communes de 9 000 habitants et plus, tous les conseillers municipaux sont délégués de droit. Dans les communes de plus de 30 000 habitants, les conseils municipaux élisent des délégués supplémentaires à raison de 1 pour 800 habitants en sus des 30 000[5].
5. des membres des assemblées, conseils, ou Congrès des collectivités d'Outre-mer ou de Nouvelle-Calédonie.